# Frankie King
Frankie Alexander King (Baxley, 6 giugno 1972) è un ex cestista statunitense, professionista nella NBA, in Europa e in Sudamerica.

## Carriera
È stato selezionato dai Los Angeles Lakers al secondo giro del Draft NBA 1995 (37ª scelta assoluta).

## Palmarès
- Coppa di Grecia: 1

PAOK Salonicco: 1998-99